# Na Folwarku (Roztylice)
Na Folwarku – część wsi Roztylice w Polsce, położona w województwie świętokrzyskim, w powiecie ostrowieckim, w gminie Waśniów.
W latach 1975–1998 Na Folwarku administracyjnie należało do województwa kieleckiego.